# Сантуш, Угу душ
 У́гу Мануэ́л Родри́геш душ Са́нтуш  (порт.  Hugo Manuel Rodrigues dos Santos ; 17 июля 1933, Оливейра-ду-Ошпитал, Португалия — 5 октября 2010 , Лиссабон, Португалия) — португальский политический и военный деятель, один из лидеров Движения капитанов и активный участник «Революции гвоздик» 1974 года.

## Биография
Угу Мануэл Родригеш душ Сантуш родился 17 июля 1933 года в Оливейра-ду-Ошпитал, провинция Бейра-Литорал, ныне округ Коимбра, субрегион Пиньял-Интериор-Норте в скромной семье коммерсанта-коммивояжёра. Его дед был активным республиканцем в эпоху монархии, отец и дядя так же участвовали в республиканском движении и в оппозиционной деятельности против режима Антониу ди Салазара. В 14 лет Угу душ Сантуш под влиянием двоюродного брата, служившего в армии, принял решение выбрать военную карьеру. В этот период его отец заболел, материальное состояние семьи ухудшилось, и Угу душ Сантуш готов был бросить учёбу и отправится на заработки в Бельгийское Конго. Однако у семьи нашлись средства, чтобы он окончил учёбу в школах Томара и Визеу.

### Служба в армии
В 1952 году Угу душ Сантуш поступил в Военную школу, по окончании которой в 1955 году прошёл Пехотные курсы, а в 1957 году — Курсы транспорта и связи. Параллельно обучаясь в Коимбрском университете, Угу душ Сантуш увлёкся баскетболом, и, когда военный министр Сантуш Кошта решил заменить американских и немецких офицеров, служивших тренерами по баскетболу, на португальцев, пошёл на офицерские тренерские курсы. Благодаря этому он после окончания училища был распределён в пехотный полк в Коимбре и продолжил учёбу в университете. Во время последовавшей учёбы в Пехотной академии в Мафре Угу душ Сантуш включился в политическую деятельность и на одной из нелегальных встреч познакомился с будущим генералом Мариу Фирмину Мигелом, обучавшемся на два курса старше его. В 1961 году Угу душ Сантуш получил звание лейтенанта.

### Колониальная война
25 августа 1962 года Угу душ Сантуш на шесть месяцев раньше положенного срока был произведён в капитаны в связи с обострением военной ситуации в колониях и направлен в свою первую «комиссию» — командировку в колонии. Первоначально планировалось перебросить его часть в Мозамбик, однако за два дня до намеченного срока Угу душ Сантуша и его роту высадили на острове Сал Островов Зелёного Мыса, где они должны были держать оборону. Однако первая комиссия прошла мирно и с тех пор душ Сантуш предпочитал проводить свои отпуска на островах Кабо-Верде. 21 мая 1964 года он вернулся в Лиссабон, в 1965 году окончил курсы криптографии, в 1968 году — курсы программирования вычислительной техники. В период службы Угу душ Сантуш продолжал как очное обучение на факультете естественных наук, так и заочное, в период службы в Анголе, временами преподавал в академии в Мафре. В 1969 году он в звании майора был направлен во вторую комиссию в колонии, в Анголу, откуда вернулся в 1971 году и в августе 1972 года стал профессором 42-го факультета Пехотной академии.

### Движение капитанов
Угу душ Сантуш стал одним из организаторов первого Конгресса участников войны в колониях (порт. Congresso dos combatentes do Ultramar) проходившего 1 — 3 июня 1973 года в городе Порту. Вместе с майором Антониу Рамалью Эанишем и капитаном Вашку Лоуренсу он распространил петицию за политическое решение вопроса колоний.
Майор Угу душ Сантуш находился на курсах Высшего института военных исследований в Педросуше, когда 13 июля 1973 года вышли т. н. декреты о «милисиануш», которые фактически лишили его и других кадровых офицеров перспективы карьерного роста. Он стал одним из тех, кто встретился с директором Института и 30 июля вошёл от пехоты в состав созданной недовольными офицерами комиссии трёх родов войск (от артиллеристов в неё вошёл майор Боррега, от бронекавалеристов — майор Кидраиш). Комиссия выработала протестное обращение, которое было передано военному министру.
В сентябре 1973 года душ Сантуш вместе с капитаном Вашку Лоуренсу вручил представителям правительства во дворце Сан-Бенту другой протестный документ, подписанный 107 офицерами из Мозамбика. Он стал одним из организаторов полулегального офицерского Движения капитанов и активно содействовал установлению связей этого движения с офицерами флота. Угу душ Сантуш обладал серьёзным влиянием в движении и уже 15 ноября 1973 года Эрники Трони встретился с ним и безуспешно пытался склонить его в пользу правого переворота, планируемого генералом Каулзой ди Арриагой.
5 декабря 1973 года на совещании капитанов в Кошта-да-Капарика душ Сантуш был избран в комиссию по составлению программы движения. Он был членом Координационной комиссии Движения капитанов от сухопутных сил с момента её создания и участвовал во всех заседаниях, кроме двух. Душ Сантуш отказался принять участие в совещании 3 марта 1974 года в Кашкайше, на котором были приняты политические решения о судьбе Португалии, так как считал, что следует ограничиться защитой прав военнослужащих. Несмотря на это, майор артиллерии Мелу Антуниш и инженер-подполковник Вашку Гонсалвиш продолжили в его доме разрабатывать программу Движения вооружённых сил.
В феврале 1974 года, после окончания курсов в Педросуше, Угу душ Сантуш был направлен командиром батальона в 15-й инженерный полк (военный лагерь Санта-Маргарида близ Санта-Маргарида-да-Котада), который вскоре должен был быть передислоцирован в Португальскую Гвинею.

### Революция гвоздик
Майор Угу душ Сантуш не был сторонником радикального изменения государственного устройства Португалии, однако сыграл одну из ведущих ролей в организации и осуществлении переворота 25 апреля 1974 года, известного как Революция гвоздик. Он отвечал за охрану штаб-квартиры заговорщиков в военном лагере Санта-Маргарида, а 24 апреля, когда в 22:00 в расположении 1-го инженерного полка в Понтинья (Лиссабон) была организована штаб-квартира Движения вооружённых сил во главе с майором Отелу Сарайва ди Карвалью, принял активное участие в руководстве военной операцией в столице.
После свержения режима Марселу Каэтану Угу душ Сантуш, в отличие от многих других руководителей ДВС, не занял никакого государственного поста и не стремился активно участвовать в политической жизни. Он считал, что армия должна в короткие сроки передать власть избранным гражданским властям и вернуться в казармы .
1 июля 1974 года Угу душ Сантуш самолётом прибыл в Бисау (Португальская Гвинея) где участвовал в работе местной Ассамблеи Движения вооружённых сил и несколько месяцев был её председателем. Как представитель ДВС он участвовал в переговорах с повстанческим движением ПАИГК. 10 сентября 1974 душ Сантуш вернулся в Лиссабон и сопровождал министр по вопросам межтерриториальной координации Алмейду Сантуша на международное совещание по ситуации на Тиморе 16 — 22 октября 1974 года. 1 декабря 1974 года ему было присвоено звание подполковника.

### Дипломат, военный, налоговый полицейский
В 1975 году, когда революционный процесс в Португалии продолжал развиваться, Угу душ Сантуш всё более отдалялся от кипевших в Лиссабоне политических страстей. Он вёл переговоры о предоставлении независимости Португальской Гвинее и Тимору, а в апреле 1975 — апреле 1976 года был военным атташе первого португальского посольства в Социалистической Республике Румынии. В июле-августе 1976 году он участвовал в переговорах о восстановлении дипломатических отношений с Китайской Народной Республикой. Когда ситуация в Португалии нормализовалась и страна вернулась к конституционному правлению, подполковник душ Сантуш вернулся на армейскую службу и в 1976—1978 годах, будучи бригадным генералом по должности, исполнял обязанности командира полка в Коимбре. В 1978 году ему было присвоено звание полковника по выслуге лет и он был назначен командиром Пехотной школы в Мафре.
В июле 1983 года душ Сантуша произвели в бригадные генералы и наградили Большим крестом ордена Свободы. В 1984 году он был назначен начальником Управления транспортного обслуживания армии (порт. Direção dos Serviços de Transportes do Exército) и в апреле 1986 года произведён в четырёхзвёздные генералы.
С 30 апреля 1986 года генерал Угу душ Сантуш возглавлял Финансовую гвардию (налоговую полицию) Португалии (порт. Guarda Fiscal), вплоть до её роспуска в 1993 году (официально ушёл в отставку 30 ноября 1982 года). В 1993 году душ Сантуш был введён в состав Высшего дисциплинарного совета армии и назначен начальником Управления вооружений сухопутных войск, а с 1995 года занимал пост генерального инспектора армии. Он критически относился к «Революции гвоздик» и не входил в «Ассоциацию 25 апреля», созданную участниками революционных событий 1974—1975 годов.

### Последние годы
В 1999 году министр обороны Португалии социалист Жайме Гама пригласил душ Сантуша занять пост генерального инспектора сухопутных войск и выделил ему кабинет на седьмом этаже министерства, рядом со своим офисом. Однако в 2002 году власть сменилась и новый министр, правый консерватор Паулу Порташ, известный своим неприятием процесса деколонизации, в котором участвовал генерал, отказывался от встреч с ним и в 2004 году перевёл душ Сантуша в офис на третьем этаже.
Угу душ Сантуш скончался поздно вечером 5 октября 2010 года в Лиссабоне, когда Португалия отмечала 100-летие свержения монархии и провозглашения республики.
Полковник Вашку Лоуренсу завил агентству «Lusa» в связи со смертью душ Сантуша:
Лично я потерял друга, Португалия потеряла патриота, ДВС скорбит, и, хотя покойный не является членом «Ассоциации 25 апреля», мы сожалеем и выражаем наши глубочайшие соболезнования его семье". <…> Майор Угу душ Сантуш был основной движущей силой «Движения капитанов», а также одним из самых активных участников заговора, осуществлённого 25 апреля 1974 года.
Другие лидеры Движения капитанов, Отелу Сарайва ди Карвалью и Маркиш Жуниор признали большую роль Угу душ Сантуша в свержении старого режима, однако отметили, что после 25 апреля тот «уклонился от нашей революционной перспективы».
Похороны генерала Угу душ Сантуша состоялись 7 октября. Прощание проходило в церкви Св. Антония в Оэйраше. В 11.00, после часовой мессы, тело было кремировано и похоронено на кладбище Риу ди Моуро.

## Частная жизнь
Угу душ Сантуш был женат, детей не имел.

## Спортивная деятельность
Ещё в военном училище Угу душ Сантуш начал играть в волейбол, баскетбол и гандбол, что способствовало его военной карьере.
Он был одним из основателей и руководителей Федерации баскетбола Португалии, а в 1981—1982 годах — её президентом. В последние годы душ Сантуш занимал пост председателя Ассамблеи Баскетбольной ассоциации Лиссабона.

## Награды
- Одна золотая и две серебряные медали за заслуги в годы военной службы;
- Большой крест ордена Свободы;
- Рыцарь военного Ависского ордена;
- Орден Тудора Владимиреску (Румыния)[4];
- Медаль за заслуги муниципалитета Оливейру-ду-Ошпитал, 7 октября 2005 года[6].

## Память
Памяти Угу душ Сантуша посвящена поэма Викозу Каэтану.